# Euproctis flavata
Euproctis flavata är en fjärilsart som beskrevs av Stoll 1780. Euproctis flavata ingår i släktet Euproctis och familjen tofsspinnare. Inga underarter finns listade i Catalogue of Life.